# Förenade arabemiraten i olympiska sommarspelen 1988
Förenade arabemiraten deltog i de olympiska sommarspelen 1988 med en trupp, men ingen av landets deltagare erövrade någon medalj.

## Cykling
Herrarnas linjelopp
- Sultan Khalifa — 4:44:37 (→ 101:a plats)
- Khalifa Bin Omair — fullföljde inte (→ ingen notering)
- Issa Mohamed — fullföljde inte (→ ingen notering)